# Küküllőiklód
Küküllőiklód (Iclod) település Romániában, Erdélyben, Fehér megyében.

## Fekvése
Betlenszentmiklóstól délnyugatra, Balázsfalvától északra, a Kis-Küküllő jobb partján, Pánád és Magyarpéterfalva közt fekvő település.

## Története
Küküllőiklód nevét 1290-ben p. Aathwlge monostori de Kere [Kerc] néven említette először oklevél. Apátvölgye néven a kerci monostor birtoka volt, mely délnyugaton Pánáddal volt határos a Küküllő mellett.
1347-ben Wqguth de Iclod, 1351-ben Yclod, 1760-ban Kis-Iklód, 1808-ban Iklód, 1913-ban Küküllőiklód néven írták.
1300as évek közepén a Hermán nemzetséghez tartozó Lack székely ispán birtokai közé tartozott.
1343-ban Iklódi Waguth Pálnak is van itt birtoka
1351-ben a Péterfalvaiak panaszolták, hogy amíg Károly Róbert királlyal a havaselvei hadjáratban voltak, Lack székely ispán
Iklód nevű birtokához csatolta Péterfalva egy részét és rokonának Vágott (Waguth) Pálnak adta.
1910-ben 538 lakosából 504 román, 33 cigány volt. Ebből 533 görögkatolikus volt.
A trianoni békeszerződés előtt Kis-Küküllő vármegye Hosszúaszói járásához tartozott.

## Források

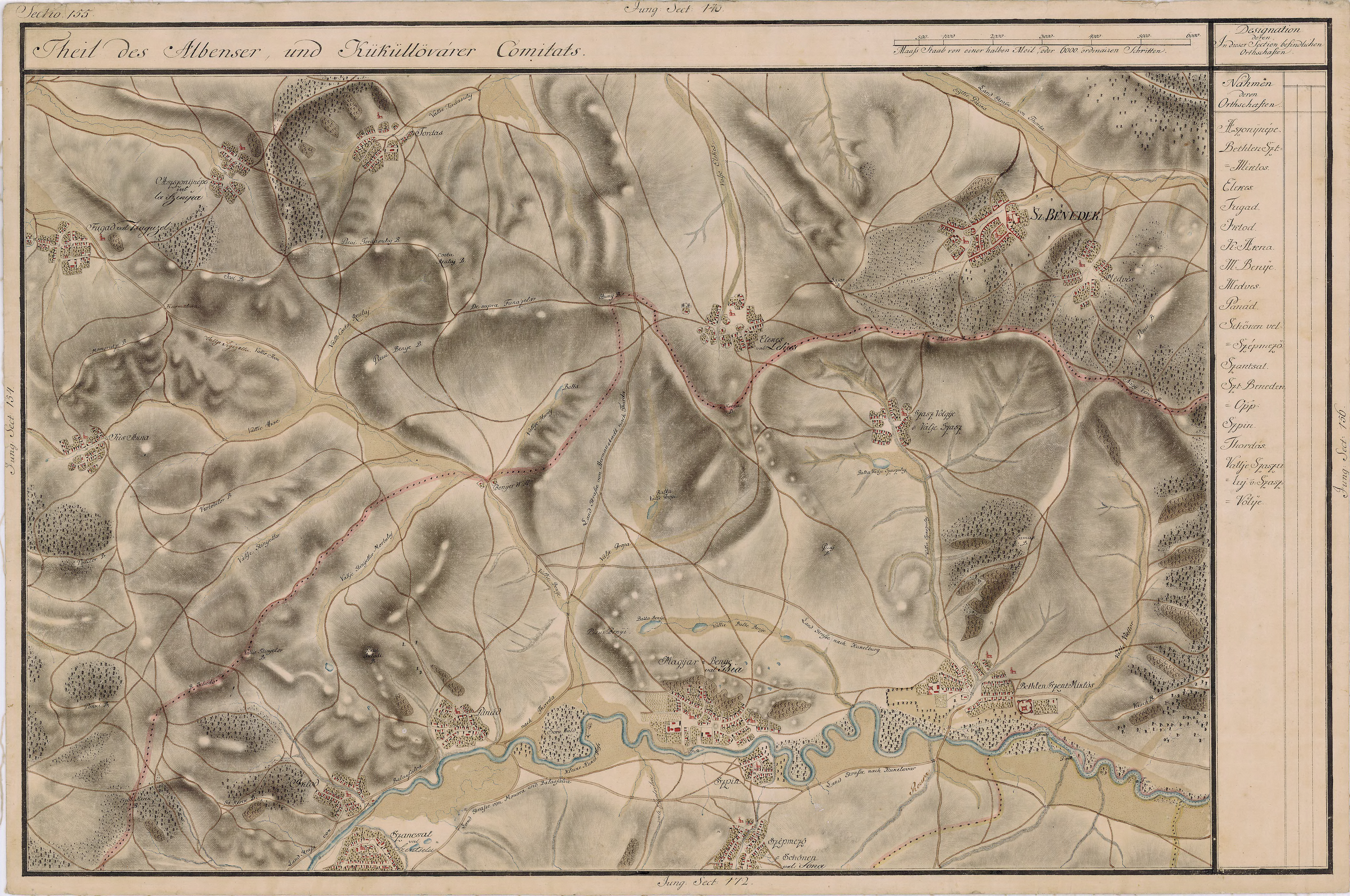
Küküllőiklód egy 1700-as évekből való térképen